# Benoît Badiashile
Benoît Badiashile Mukinayi (* 26. března 2001 Limoges) je francouzský profesionální fotbalista, který hraje na pozici středního obránce za anglický klub Chelsea FC a za francouzskou reprezentaci.

## Klubová kariéra

### Monaco
Dne 5. února 2018 podepsal Badiashile svou první profesionální smlouvu s Monakem. 11. listopadu 2018 debutoval v Ligue 1, a to při prohře 4:0 s Paris Saint-Germain.

### Chelsea
Dne 5. ledna 2023 přestoupil Badiashile z Monaka do Chelsea za částku okolo 33 milionu liber. V londýnském klubu podepsal smlouvu na sedm a půl roku .

## Reprezentační kariéra
Badiashile se narodil ve Francii a je konžského původu. Od roku 2016 je mládežnickým reprezentantem Francie. 15. září 2022 dostal Badiashile první pozvánku do seniorské reprezentace, a to na dva zápasy Ligy národů UEFA proti Rakousku a Dánsku.

## Statistiky

### Klubové
K 13. listopadu 2022
| Klub    | Sezóna  | Liga           | Liga   | Liga | Národní pohár | Národní pohár | Ligový pohár | Ligový pohár | Evropské poháry | Evropské poháry | Celkem | Celkem |
| Klub    | Sezóna  | Liga           | Zápasy | Góly | Zápasy        | Góly          | Zápasy       | Góly         | Zápasy          | Góly            | Zápasy | Góly   |
| ------- | ------- | -------------- | ------ | ---- | ------------- | ------------- | ------------ | ------------ | --------------- | --------------- | ------ | ------ |
| Monaco  | 2018/19 | Ligue 1        | 20     | 1    | 1             | 0             | 3            | 0            | 2               | 0               | 26     | 1      |
| Monaco  | 2019/20 | Ligue 1        | 16     | 0    | 2             | 0             | 2            | 0            | —               | —               | 20     | 0      |
| Monaco  | 2020/21 | Ligue 1        | 35     | 2    | 4             | 0             | —            | —            | —               | —               | 39     | 2      |
| Monaco  | 2021/22 | Ligue 1        | 24     | 1    | 0             | 0             | —            | —            | 10              | 0               | 34     | 1      |
| Monaco  | 2022/23 | Ligue 1        | 11     | 2    | 0             | 0             | —            | —            | 5               | 0               | 16     | 2      |
| Monaco  | Celkem  | Celkem         | 106    | 6    | 7             | 0             | 5            | 0            | 17              | 0               | 135    | 6      |
| Chelsea | 2022/23 | Premier League | 0      | 0    | 0             | 0             | 0            | 0            | 0               | 0               | 0      | 0      |
| Celkem  | Celkem  | Celkem         | 118    | 6    | 7             | 0             | 5            | 0            | 17              | 0               | 147    | 6      |

### Reprezentační
K 25. září 2022
| Francie | Francie | Francie |
| Rok     | Zápasy  | Góly    |
| ------- | ------- | ------- |
| 2022    | 2       | 0       |
| Celkem  | 2       | 0       |